# The Half Sisters
The Half Sisters é uma telenovela filipina exibida pela GMA Network entre 9 de junho de 2014 e 15 de janeiro de 2016.

## Elenco

### Elenco principal
- Barbie Forteza como  Diana Mercado Valdicañas
- Thea Tolentino como Ashley Mercado Alcantara
- Derrick Monasterio como Sebastian 'Baste' David
- Andre Paras como Bradley 'Brad' Castillo
- Jean Garcia como Karina 'Rina' Mercado / Alexa Robbins
- Jomari Yllana como Benjamin 'Benjie' Valdicañas / Mang Tonyo and Noli de Santos
- Ryan Eigenmann como Alfred Alcantara
- Eula Valdez como Isabel dela Rhea / Ysabela Zuñiga-Valdicañas

### Elenco de apoio
- Gloria Romero como Elizabeth McBride
- Carmen Soriano como Doña Lupita Valdicañas
- Isabel Granada como Stella Mercado
- Pinky Marquez como Cleo Castillo
- JC Tiuseco como Carl Valdicañas
- Vaness del Moral como Jackie Silverio
- Mel Martinez como Venus
- Carlo Gonzales como Dr. Paolo Zulueta
- Arny Ross como Yvette Zuñiga
- Karen Delos Reyes como Eva
- Lovely Rivero como Julie
- Patricia Ismael como Luz
- Ynez Veneracion como Delia
- Kalila Aguilos
- Jane Rossly como Anica
- Karyn Johnston como Paula

### Elenco de convidados
- Deborah Sun como Sandra Silverio
- Shelly Hipolito como Maristel
- Sanya Lopez como Lorna
- Arkin Magalona como Astrud Silverio
- Menggie Cobarubias como Lcdo. Gutierrez
- Rolly Innocencio como Lcdo. Alcala
- Abel Estanislao como Gino
- Buboy Villar como Marlon
- Archie Adamos como Felix
- RK Bagatsing como Warren
- Yul Servo
- Lou Sison
- Odette Khan

## Prêmios e indicações
| Ano  | Prêmio/Reconhecimento        | Categoria                                        | Pessoa nomeada   | Resultado |
| ---- | ---------------------------- | ------------------------------------------------ | ---------------- | --------- |
| 2014 | PMPC Star Awards for TV 2014 | Melhor série de drama do dia                     | The Half Sisters | Indicado  |
| 2014 | PMPC Star Awards for TV 2014 | Melhor nova personalidade de televisão masculino | Andre Paras      | Indicado  |